# Aldo Quaglio
Pas d'image ? Cliquez ici

a Compétitions nationales et continentales officielles uniquement.

b Matchs officiels uniquement.
Aldo Quaglio, né le 17 février 1932 à Saverdun dans l'Ariège et mort le 9 mars 2017 à Saint-Lizier dans l’Ariège, est un joueur de rugby à XV et de rugby à XIII français évoluant au poste de pilier en XV et de pilier en XIII, référence à ce poste dans ses années de pratique.
Sa carrière sportive se compose de deux périodes à succès. Premiers pas à l'UA Saverdun en 4e série, il rejoint le Stade lavelanétien puis le SC Mazamet du grand Lucien Mias, pris sous l'aile de ce dernier, Quaglio devient l'une des références au poste de pilier sur le territoire français. Finaliste du Championnat de France de rugby à XV en 1958, battu par le FC Lourdes de Jean Barthe et Jean Prat, Quaglio devient un titulaire indiscutable au poste de pilier en équipe de France de rugby à XV, il y compte treize sélections prenant une part active dans la tournée victorieuse en 1958 en Afrique du Sud et au titre du Tournoi des Cinq Nations 1959.
En 1959, il rejoint à l'âge de 27 ans, et au faîte de sa gloire en XV, le code de rugby à XIII en signant pour le grand Roanne de Claudius Devernois aux côtés de Jean Barthe et Claude Mantoulan. De son côté, Pierre Lacaze signe à Toulouse, tous titulaires en équipe de France de rugby à XV. Il connaît une seconde partie de carrière tout aussi glorieuse. Il y remporte le Championnat de France de rugby à XIII avec Roanne en 1960 ainsi que la Coupe de France en  1962, puis prend part à une finale de Coupe de France sous les couleurs de l'AS Carcassonne en 1965. Il côtoie également l'équipe de France, il y compte seize sélections et une participation à la Coupe du monde 1960.
Après sa carrière, il devient entraîneur et dirigeant au sein du club de rugby à XV du Stade lavelanétien où il évoluait en tant que joueur, puis intègre le comité ariégeois de rugby à XV.

## Biographie
Aldo Quaglio fait carrière dans les deux « codes » de rugby. Après avoir été formé à Saverdun, Il entame tout d'abord une carrière dans le rugby à XV avec le Stade lavelanétien (demi-finale du championnat de France 1952) et le SC Mazamet (finale du championnat de France 1958), il est parallèlement appelé en Équipe de France de rugby à XV entre 1957 et 1959 prenant part à la Tournée victorieuse de l'équipe de France en 1958 et à la victoire au Tournoi des Cinq Nations 1959.
En 1959, il rejoint le rugby à XIII aux côtés de Pierre Lacaze, Jean Barthe et Claude Mantoulan.
Jusqu'en 1965, il joue tout d'abord pour Roanne XIII (champion de France en 1960) et AS Carcassonne XIII, ainsi qu'en équipe de France de rugby à XIII disputant la coupe du monde 1960.
En 2011, il vit en Ariège, son fils jouant au football.

## Carrière enrugby à XV

### Club
- UA Saverdun (1947-1948)
- Stade lavelanétien (1949-1954)
- SC Mazamet (1954-1959)

### Palmarès
- Championnat de France de première division :
  - Vice-champion (1) : 1958 avec Mazamet
  - Demi-finaliste (1) : 1953 avec Lavelanet
- Challenge Yves du Manoir :
  - Vainqueur (1) : 1958 avec Mazamet contre le Stade montois
- Challenge Rutherford :
  - Vainqueur (1) : 1952 avec Lavelanet

### Équipe de France
- dispute son premier test match contre l'équipe de Roumanie (15 décembre 1957), et son dernier contre l'équipe d'Irlande (18 avril 1959).
- membre de l'équipe qui vainquit les Springboks pour la première fois en Afrique du Sud (16 août 1958).
- international (13 sélections dont 1 en 1957, 7 en 1958, 5 en 1959)
- dispute le Tournoi des Cinq Nations (1958), est membre de l'équipe vainqueur du Tournoi 1959

## Carrière enrugby à XIII
- Collectif : 
  - Vainqueur du Championnat de France : 1960 (Roanne).
  - Vainqueur de la Coupe de France : 1962 (Roanne).
  - Finaliste du Championnat de France : 1961 (Roanne).
  - Finaliste de la Coupe de France : 1965 (Carcassonne).

### Détails en sélection de rugby à XIII
| 1.  | 31 octobre 1959   | Australie        | 19-20 | Test-match     | Pilier         | 3 | 1 | - | - |
| 2.  | 6 mars 1960       | Grande-Bretagne  | 20-18 | Test-match     | Pilier         | 6 | 2 | - | - |
| 3.  | 26 mars 1960      | Grande-Bretagne  | 17-17 | Test-match     | Pilier         | - | - | - | - |
| 4.  | 2 juillet 1960    | Australie        | 6-56  | Test-match     | Pilier         | - | - | - | - |
| 5.  | 16 juillet 1960   | Australie        | 7-5   | Test-match     | Deuxième ligne | - | - | - | - |
| 6.  | 23 juillet 1960   | Nouvelle-Zélande | 2-9   | Test-match     | Deuxième ligne | - | - | - | - |
| 7.  | 24 septembre 1960 | Australie        | 12-13 | Coupe du monde | Pilier         | - | - | - | - |
| 8.  | 1er octobre 1960  | Grande-Bretagne  | 7-33  | Coupe du monde | Pilier         | - | - | - | - |
| 9.  | 8 octobre 1960    | Nouvelle-Zélande | 0-9   | Coupe du monde | Pilier         | - | - | - | - |
| 10. | 11 décembre 1960  | Grande-Bretagne  | 10-21 | Test-match     | Pilier         | - | - | - | - |
| 11. | 28 janvier 1961   | Grande-Bretagne  | 8-27  | Test-match     | Pilier         | 3 | 1 | - | - |
| 12. | 17 février 1962   | Grande-Bretagne  | 20-15 | Test-match     | Pilier         | - | - | - | - |
| 13. | 11 mars 1962      | Grande-Bretagne  | 23-13 | Test-match     | Pilier         | - | - | - | - |
| 14. | 17 novembre 1962  | Angleterre       | 6-18  | Test-match     | Pilier         | - | - | - | - |
| 15. | 2 décembre 1962   | Grande-Bretagne  | 17-12 | Test-match     | Pilier         | - | - | - | - |
| 16. | 17 février 1963   | Pays de Galles   | 23-3  | Test-match     | Pilier         | - | - | - | - |

### Statistiques
| Saison    | Saison         | Championnat           | Championnat | Championnat | Championnat | Championnat | Championnat | Championnat | Coupe           | Coupe      | Coupe | Coupe | Coupe | Coupe | Coupe | Sélection | Sélection | Sélection | Sélection | Sélection | Sélection | Sélection |
| Saison    | Saison         | Comp.                 | Class.      | M           | Pts         | Ess.        | Buts        | Dp.         | Comp.           | Class.     | M     | Pts   | Ess.  | Buts  | Dp.   | Comp.     | M         | Pts       | Ess.      | Buts      | Dp.       |           |
| --------- | -------------- | --------------------- | ----------- | ----------- | ----------- | ----------- | ----------- | ----------- | --------------- | ---------- | ----- | ----- | ----- | ----- | ----- | --------- | --------- | --------- | --------- | --------- | --------- | --------- |
| 1959-1960 | RC Roanne      | Championnat de France | Champion    | ?           | -           | -           | -           | -           | Coupe de France | 1/4 finale | ?     | -     | -     | -     | -     |           |           |           |           |           |           |           |
| 1960-1961 | RC Roanne      | Championnat de France | Finaliste   | ?           | -           | -           | -           | -           | Coupe de France | 1/2 finale | ?     | -     | -     | -     | -     | CM        | 11        | 12        | 4         | 0         | 0         |           |
| 1961-1962 | RC Roanne      | Championnat de France | 1/4 finale  | ?           | -           | -           | -           | -           | Coupe de France | Vainqueur  | ?     | -     | -     | -     | -     |           | 2         | 0         | 0         | 0         | 0         |           |
| 1962-1963 | RC Roanne      | Championnat de France | 1/2 finale  | ?           | -           | -           | -           | -           | Coupe de France | 1/4 finale | ?     | -     | -     | -     | -     |           | 3         | 0         | 0         | 0         | 0         |           |
| 1963-1964 | AS Carcassonne | Championnat de France | 10e         | ?           | -           | -           | -           | -           | Coupe de France | 1/2 finale | ?     | -     | -     | -     | -     |           |           |           |           |           |           |           |
| 1964-1965 | AS Carcassonne | Championnat de France | 1/2 finale  | ?           | -           | -           | -           | -           | Coupe de France | Finaliste  | ?     | -     | -     | -     | -     |           |           |           |           |           |           |           |